# L'Autre Moitié du soleil
Cet article concerne le roman. Pour le film, voir Half of a Yellow Sun (film).
L'Autre Moitié du soleil (Half of a Yellow Sun) est un roman de Chimamanda Ngozi Adichie paru en 2007.

## Résumé
Dans les années 1960, alors que la guerre du Biafra gronde, Olanna et Kainene, deux sœurs, reviennent au Nigeria après avoir grandi en Angleterre.

## Accueil
En 2007, L'Autre Moitié du soleil reçoit le Orange Prize, aujourd'hui appelé le Women's Prize for Fiction, l'un des plus prestigieux prix littéraires du Royaume-Uni.
Une traduction française paraît en 2008 aux éditions Gallimard, dans la collection "Du monde entier". La traductrice, Mona de Pracontal, remporte à cette occasion le prix Baudelaire de la traduction en 2009.
En 2019, le roman est cité par la BBC dans une liste de « 100 romans qui ont façonné notre monde ».

## Adaptation
Le roman a été adapté en film par Biyi Bandele en 2013 sous le titre Half of a Yellow Sun.